# Neoepitriptus
Neoepitriptus is een vliegengeslacht uit de familie van de roofvliegen (Asilidae).

## Soorten
- N. inconstans (Wiedemann in Meigen, 1820)
- N. minusculus (Bezzi, 1898)
- N. ninae Lehr, 1992
- N. setosulus (Zeller, 1840)